# NGC 4738
NGC 4738 is een spiraalvormig sterrenstelsel in het sterrenbeeld Hoofdhaar. Het hemelobject werd op 1 maart 1851 ontdekt door de Ierse astronoom William Parsons.

## Synoniemen
- UGC 7999
- MCG 5-30-103
- ZWG 159.92
- FGC 1510
- PGC 43517